# Daniel Matouš
Mgr. Daniel Matouš (* 21. července 1963 Havlíčkův Brod) je český teolog a protestantský kazatel.

## Životopis
Mezi roky 1981 a 1989 pracoval v civilním zaměstnání. Následně vystudoval teologii a od 1. dubna 1995 do 30. září téhož roku působil coby vikář ve sboru Českobratrské církve evangelické v Přelouči. Počínaje 1. říjnem 1995 až do 31. srpna 1996 absolvoval vikariát a od 1. září 1996 se stal farářem v přeloučském sboru. Roku 2001 odtud přešel do sboru v Mariánských Lázních, kde působil až do roku 2021, kdy odešel do Sloupnice. V roce 2002 uspořádal na mariánskolázeňské faře výstavu více než sta Biblí v různých světových jazycích. Expozice se jmenovala „Stálost Bible v proměnách času“. O sedm let později (2009) zas ve městě Mariánské Lázně uspořádal spolu s duchovními z dalších místních církví „Svatováclavské setkání“ doplněné i o kulturní program. Při komunálních volbách roku 2014 se na kandidátce Křesťanské a demokratické unie – Československé strany lidové (KDU-ČSL) neúspěšně pokoušel dostat do mariánskolázeňského zastupitelstva.